# Miss Bala (2011)
Miss Bala (bala, spanisch für Kugel) ist ein mexikanisches Filmdrama von Gerardo Naranjo aus dem Jahr 2011. Der Film wurde bei den Internationalen Filmfestspielen von Cannes 2011 in der Sektion Un Certain Regard uraufgeführt und als mexikanischer Beitrag für die Oscars in der Kategorie Bester fremdsprachiger Film eingereicht, erhielt jedoch keine Nominierung. Der Kinostart in den USA war am 20. Januar, in Deutschland am 18. Oktober 2012. Die deutsche DVD erschien am 1. März 2013.

## Handlung
Die 23-jährige Laura Guerrero lebt mit ihrem Vater Ramon und ihrem jüngeren Bruder Arturo in der mexikanischen Grenzstadt Tijuana. Zusammen mit ihrer Freundin Suzu will sie an einem Schönheitswettbewerb zur Miss Baja California teilnehmen und so den ärmlichen Verhältnissen entfliehen. Als sie mit Suzu eines Abends einen Nachtclub besucht, wird sie Zeuge einer Schießerei. Panisch versucht sie, Suzu zu finden, doch sie ist spurlos verschwunden. 
Die korrupte Polizei liefert Laura Lino aus, dem Anführer der Drogenbande, die für das Massaker im Club verantwortlich ist. Laura wird fortan von der Gang für kriminelle Missionen missbraucht, darunter für den Transport von Drogengeld über die US-Grenze und das Anwerben eines Agenten der Drug Enforcement Administration, Kike Camara. Im Gegenzug arrangiert Lino Lauras Sieg bei der Miss-Wahl.
Nachdem Laura den Schönheitswettbewerb gewinnt, wird sie von der Gang als Lockvogel auf den prominenten General Salomón Duarte angesetzt. Als sie im Fernsehen erfährt, dass Suzu bei der Schießerei verunglückt ist, wechselt sie die Seiten und warnt den General vor dem geplanten Attentat. Die Gang fliegt auf und Lino wird fälschlicherweise für tot erklärt und taucht ab. Laura wird zusammen mit anderen Mitgliedern gefangen genommen und öffentlich angeprangert. Wenig später wird sie dann von der Polizei auf der Straße ausgesetzt und alleine zurückgelassen.

## Hintergrund
Der Film basiert lose auf einer wahren Begebenheit, als die Miss Sinaloa 2008, Laura Zúñiga, zusammen mit verdächtigten Bandenmitgliedern in einem Truck voller Munition außerhalb von  Guadalajara, Jalisco festgenommen wurde. In einem Interview mit dem Complex Magazine erzählt Regisseur Naranjo, dass er Zúñiga getroffen hat: „Ich wollte nicht zu sehr in ihre Psyche eindringen. Ich denke der Film hat eine starke Ich-Perspektive, und wir haben versucht, die Gedankenwelt der Bandenmitglieder auszuschließen, denn ich denke, das würde jeder andere Film tun. Ich wollte vor allem von den Eindrücken einer unschuldigen Person zehren.“

## Rezeption
Seit seiner Veröffentlichung in Cannes erhielt Miss Bala eine umfassende kritische Würdigung. Bei Rotten Tomatoes sind 87 Prozent der Kritiken positiv (basierend auf 63 Kritiken) mit einer durchschnittlichen Bewertung von 7,1 von 10. Auf Metacritic erhielt der Film eine Bewertung von 80 (von 100, basierend auf 22 Kritiken).
Die Deutsche Film- und Medienbewertung verlieh dem Film das „Prädikat besonders wertvoll“. In ihrer Einschätzung wird vor allem die Leistung der Hauptdarstellerin Stephanie Sigman in ihrem ersten Kinofilm hervorgehoben. In der Süddeutschen Zeitung wurde auf den Unterschied zu Filmen von Oliver Stone und Don Winslow verwiesen, die den Drogenkrieg verherrlichen würden, während Miss Bala ihn „von unten“ beschreibe. Spiegel Online erkennt Bezüge zur Wirklichkeitsnähe der Filme des New Hollywood der 1970er Jahre sowie zu Sam Peckinpahs Roadmovie Bring mir den Kopf von Alfredo Garcia (1974) und sieht einen starken Kontrast zum „Vernichtungseskapismus neuerer Hollywood-Action im Michael-Bay-Stil“.
Das Lexikon des internationalen Films urteilt: „Der souverän inszenierte Thriller entwickelt über hochintensive, minutenlange Kamerafahrten eine ständige Atemlosigkeit, hält aber zwischen stilistischer Eleganz, Pathos und distanzierter Ironie stets die Balance.“